# John Hawkes (scrittore)
John Clendennin Talbot Burne Hawkes (Stamford, 17 agosto 1925 – Providence, 15 maggio 1998) è stato uno scrittore statunitense.
Noto per l'intensità della sua opera, che sospende i tradizionali vincoli formali della narrativa, Hawkes ha anche svolto un'intensa attività di insegnante di scrittura creativa, annoverando tra i suoi allievi autori come Rick Moody.

## Biografia
Nato a Stamford, nel Connecticut, laureato alla Harvard University, Hawkes insegnò alla Brown University per trent'anni. Nonostante abbia pubblicato il suo primo romanzo, The Cannibal, nel 1949, è stato nel 1961 che l'autore ha raggiunto una certa fama con il romanzo The Lime Twig. Si dice che Thomas Pynchon abbia ammirato il romanzo e considerato Hawkes uno stilista senza pari. Il suo secondo romanzo, The Beetle Leg (1951), un western intensamente surrealista ambientato in un paesaggio del Montana che avrebbe potuto esser stato concepito da T. S. Eliot, è stato considerato da diversi critici come una delle opere chiave della letteratura americana del XX secolo.
Hawkes è morto a Providence, nel Rhode Island.

## Citazioni
- "Per me dipende tutto dal linguaggio".[senza fonte]
- "Ho cominciato a scrivere narrativa nella convinzione che i veri nemici del romanzo fossero la trama, i personaggi, l'ambientazione e il tema, e una volta abbandonati questi modi familiari di pensare alla narrativa, la totalità della visione o della scrittura è stato veramente tutto quello che è rimasto".[senza fonte]
- "Come la poesia, la narrativa sperimentale è un'esclamazione di materiali psichici che vengono allo scrittore tutti già distorti, prefigurati nello scisma interiore tra il razionale e l'assurdo".
- "Tutto ciò che ho scritto proviene dall'incubo, dall'incubo della guerra, penso".[senza fonte]
- "Lo scrittore dovrebbe sempre servire da esca per il proprio amo — e più l'ardiglione con cui pesca se stesso dall'oscurità è aguzzo, e meglio è".[senza fonte]

## Opere
- Charivari (1949)
- The Cannibal (1949)
- The Beetle Leg (1951)
- The Goose on the Grave (1954)
- The Owl (1954)
- The Lime Twig (1961)
- Seconda pelle (Second Skin) (1964)
- The Innocent Party (teatro) (1966)
- Lunar Landscapes (racconti) (1969)
- Arance rosso sangue, anche pubblicato come Arazzo d'amore (The Blood Oranges) (1971)
- Death, Sleep, and the Traveler (1974)
- Travesty (1976)
- The Passion Artist (1979)
- Virginie Her Two Lives (1982)
- Humors of Blood & Skin: A John Hawkes Reader (1984)
- Adventures in the Alaskan Skin Trade (1985)
- Innocence in extremis (1985)
- Whistlejacket (1988)
- Sweet William (1993)
- The Frog (1996)
- An Irish Eye (1997)